# شرنگ‌دار
شَرَنگ‌دار (نام علمی: Metopium) نام یک سرده از خانواده پسته‌ایان است.
نام شرنگ‌دار به معنی درخت زهرآگین است.